# Abraham Serfaty
Pour les articles homonymes, voir Serfaty.
Abraham Serfaty né le 16 janvier 1926 à Casablanca et mort le 18 novembre 2010 à Marrakech, est un indépendantiste et militant politique marocain. Opposant au régime du roi Hassan II, il passe plus de 17 ans en prison et témoigne de ce qu'il y a vécu. Il a été parfois surnommé « le Mandela marocain ».

## Biographie
Issu d'une famille juive tangéroise, militant communiste marocain dès 1944 et lors de son séjour en métropole dans les rangs du Parti communiste français (PCF) de 1945 à 1949, il s'engage ardemment pour l'indépendance de son pays, ce qui lui vaut d'être emprisonné en 1950, et placé en résidence surveillée en 1956.
Ingénieur des mines de formation, il participe ensuite à la mise en place des institutions de l'État marocain, à des postes plus techniques que politiques, dont celle de l'enseignement à l'École Mohammadia d'ingénieurs. En 1970, il rompt avec le Parti communiste marocain (actuel PPS, Parti du progrès et du socialisme) qu'il considère sclérosé et contribue à la fondation de l'organisation d'extrême gauche Ila Al Amame (En avant, actuellement La Voie démocratique, An-nahj Ad-dimoukrati). Il est arrêté et torturé par le régime de Hassan II en 1972 et Abderrahim Berrada prend sa défense. Abraham Serfaty entre ensuite dans la clandestinité. Arrêté de nouveau en 1974, il reste emprisonné pendant dix-sept ans, jusqu'en septembre 1991. Il est alors privé de sa nationalité marocaine à cause de sa position à l'égard de la « marocanité » du Sahara occidental et son soutien aux séparatistes sahraouis lui vaut d'être expulsé du territoire marocain. En septembre 1999, il est autorisé par le nouveau roi Mohammed VI à rentrer au pays, et sa nationalité marocaine est reconnue officiellement.
Abraham Serfaty se veut antisioniste. Dans Écrits de prison sur la Palestine, il écrit : « Le sionisme est avant tout une idéologie raciste. Elle est l'envers juif de l'hitlérisme [...]. Elle proclame l'État d'Israël “État juif avant tout”, tout comme Hitler proclamait une Allemagne aryenne. »
Il meurt le 18 novembre 2010, à l'âge de 84 ans, dans une clinique de Marrakech.

## Pour approfondir